# 西谷亮 (サッカー選手)
西谷 亮（にしたに りょう、2004年1月10日 - ）は、神奈川県出身のプロサッカー選手。Jリーグ・FC岐阜所属。ポジションはミッドフィールダー。

## 略歴
東京ヴェルディのアカデミー出身。ユースチームに所属していた2021年、2種登録選手としてトップチームに登録された。シーズン終了後、2022年シーズンからのトップチーム昇格内定が発表された。
2023年12月30日、FC岐阜への育成型期限付き移籍が発表され、2025年も延長となった。

## 所属クラブ
- FCパーシモン
- 東京ヴェルディジュニア
- 東京ヴェルディジュニアユース
- 東京ヴェルディユース
  - 2021年  東京ヴェルディ（2種登録選手）
- 2022年 -  東京ヴェルディ
  - 2024年 -  FC岐阜（育成型期限付き移籍）

## 個人成績
| 国内大会個人成績 | 国内大会個人成績 | 国内大会個人成績 | 国内大会個人成績 | 国内大会個人成績 | 国内大会個人成績 | 国内大会個人成績 | 国内大会個人成績 | 国内大会個人成績 | 国内大会個人成績 | 国内大会個人成績 | 国内大会個人成績 |
| 年度             | クラブ           | 背番号           | リーグ           | リーグ戦         | リーグ戦         | リーグ杯         | リーグ杯         | オープン杯       | オープン杯       | 期間通算         | 期間通算         |
| 年度             | クラブ           | 背番号           | リーグ           | 出場             | 得点             | 出場             | 得点             | 出場             | 得点             | 出場             | 得点             |
| 日本             | 日本             | 日本             | 日本             | リーグ戦         | リーグ戦         | リーグ杯         | リーグ杯         | 天皇杯           | 天皇杯           | 期間通算         | 期間通算         |
| ---------------- | ---------------- | ---------------- | ---------------- | ---------------- | ---------------- | ---------------- | ---------------- | ---------------- | ---------------- | ---------------- | ---------------- |
| 2022             | 東京V            | 34               | J2               | 9                | 0                | -                | -                | 3                | 0                | 12               | 0                |
| 2023             | 東京V            | 34               | J2               | 4                | 0                | -                | -                | 2                | 0                | 6                | 0                |
| 2024             | 岐阜             | 16               | J3               | 31               | 4                | 0                | 0                | 0                | 0                | 31               | 4                |
| 2025             | 岐阜             | 16               | J3               |                  |                  |                  |                  |                  |                  |                  |                  |
| 通算             | 日本             | 日本             | J2               | 13               | 0                | -                | -                | 5                | 0                | 18               | 0                |
| 通算             | 日本             | 日本             | J3               | 31               | 4                | 0                | 0                | 0                | 0                | 31               | 4                |
| 総通算           | 総通算           | 総通算           | 総通算           | 44               | 4                | 0                | 0                | 5                | 0                | 49               | 4                |

- 2021年 2種登録選手としての公式戦出場無し
- Jリーグ初出場 - 2022年3月30日 J2第7節 vsFC琉球（タピック県総ひやごんスタジアム）
- Jリーグ初得点 - 2024年3月10日 J3第3節 vsカマタマーレ讃岐（岐阜メモリアルセンター長良川競技場）

## 代表歴
- 2022年 U-19日本代表
- 2023年 U-20日本代表